# 32K 해상도
32K 해상도(32K resolution)는 가로로 약 32,000 화소의 해상도를 말한다. 16:9 화면비의 경우 30720 × 17280 해상도가 표준화될 것으로 추측된다. 이는 16K의 화소 수를 각 차원마다 두 배로 늘려 총 530.8 메가픽셀(530,841,600 화소)을 가지며, 16K 해상도보다 4배 많은 화소수를 가진다. 8K 해상도보다 16배, 4K 해상도보다 64배, 풀 HD 또는 1080p 해상도보다 256배, HD 또는 720p 해상도보다 576배 많은 화소수를 가진다.
과학자이자 사진작가인 로저 M. N. 클라크(Roger M. N Clark)에 따르면, 20/20 시력을 가정했을 때 인간 눈의 이론적인 최대 해상도는 576 메가픽셀로, 이는 UHD 3840x2160 또는 7680x4320과 같은 낮은 표준 해상도의 배수가 아닌 정확히 32000x18000의 32K 해상도이다.
다양한 그룹에서 32K 기술 구현을 시작할 계획이 있다. 32K 해상도로 촬영할 수 있는 몇몇 카메라가 있지만, 8K조차도 1080p 및 4K만큼 널리 사용되지 않고 있다. 8K를 지원하는 텔레비전은 3% 미만이며 (일부 9세대 비디오 게임기만 지원), 16K를 사용하는 경우는 전무하다.
32K의 두 가지 주요 제한 요소는 해상도와 CPU/GPU 성능이다.

## 역사

### 개발
2018년, 소니그룹은 도쿄도 남부 요코하마시의 한 화장품 매장 전면에 16K 스크린을 설치했다. 이 63 ft (19 m) 와이드스크린 디스플레이는 현재까지 가장 큰 16K 스크린으로 알려져 있다. 소니그룹은 부유한 소비자를 위해 맞춤형 크기로 이 제품을 제공할 계획을 가지고 있다. 또한 현재 32K 디스플레이 개발에도 힘쓰고 있다.
현재 AMD 아이피니티 또는 엔비디아 서라운드를 이용한 멀티 모니터 설정으로 16개의 8K TV 또는 컴퓨터 모니터를 사용하여 32K 해상도를 구동하는 것이 가능하다. 그러나 이러한 유형의 설정은 비용이 많이 들고 구현하기 어렵다. 아직 32K 해상도를 단독으로 표시할 수 있는 디스플레이나 모니터는 소비자 시장에 출시되지 않았다.

### 기술
아직 기기가 없다.

#### 개발 중인 카메라
- 리네아 HS 32K[6][2]

#### 카메라
- 텔레다인 달사(Teledyne DALSA) 32K 슈퍼 해상도 CLHS 카메라[1][7]

## 게임
32K에서의 게임은 향후 몇 년간은 불가능할 것으로 보인다. 이 해상도를 달성하려면 AMD 아이피니티 또는 엔비디아 서라운드를 이용한 멀티 모니터 설정에 16대의 8K 텔레비전 또는 컴퓨터 모니터와 매우 강력한 컴퓨터 및 그래픽 카드 배열이 필요할 것이다.

## 편집
현재 블랙매직 디자인의 다빈치 리졸브 17 및 그 이후 버전만 32K 해상도 편집을 지원한다.

## 같이 보기
- 4K 해상도 – 가로 해상도 약 4,000 화소의 디지털 비디오 형식
- 5K 해상도 – 가로 해상도 약 5,000 화소의 디지털 비디오 형식, 비-텔레비전 컴퓨터 모니터 사용을 목표로 함
- 8K 해상도 – 가로 해상도 약 8,000 화소의 디지털 비디오 형식
- 10K 해상도 – 가로 해상도 약 10,000 화소의 디지털 비디오 형식, 비-텔레비전 컴퓨터 모니터 사용을 목표로 함
- 16K 해상도 – 가로 해상도 약 16,000 화소의 디지털 비디오 형식
- 초고선명 텔레비전 (UHDTV) – 4K (3840 × 2160) 및 8K (7680 × 4320) 해상도의 디지털 비디오 형식
- Rec. 2020 – UHDTV에 대한 ITU-R 권고
- 디지털 영화 카메라
- 디지털 시네마토그래피 – UHD 비디오를 광범위하게 사용
- 대형 센서 교환식 렌즈 비디오 카메라 목록